# Горна баня
 Тази статия е за квартала на София.  За съседната вилна зона вижте Горна баня (вилна зона).  
Горна баня е квартал на София и част от административния район Овча купел на Столична община. Намира се в югозападния край на столицата. На юг граничи с кв. Княжево, на север и изток с кв. Овча купел. Известен е с минералните си води и най-чистия въздух в София, благодарение на уникалното взаимодействие между въздушни течения от Владайското дефиле, Бучинския проход и Сливнишкото поле, осигуряващи постоянно проветрение и препятстващи задържането на мъгли[източник? (Поискан днес)].

## История
Има исторически сведения, че мястото на днешния квартал е било населено в Средновековието и е запустяло по неясни причини. Според предание, селището е възстановено след като по време на лов, кучето на софийския валия се изцерило при къпането в мочурливата местност под днешния минерален извор. Името се наложило като описание различаващо го от близката „Долна баня“, която е самата „Овча купел“.
В началото на XVII век Горна баня е част от вакъфа на дъщерята на султан Селим II, Шах султан. През 40-те години на века християнските домакинства са 75, а през 60-те години те са 50.
През XVIII и XIX век, 34 кореняшки рода (Сървански, Богровски, Антанасови, Петкови, Бистричански, Кятови, Кържови, Божкови и др.) живели в селска община и си разпределяли задължения. Например, от създаването на селото Богровски се грижели за поддържането на минералния извор. Големият им двор започвал на изток от банята и площада пред нея, обхващал мястото на днешния хотел, на запад стигал до съвременната улица „Синьото езеро“, а от север и от юг бил ограден от днешните улици „Дон“ и „Гръстниче“. Божковите се грижели за общинската гора и пашата на добитъка и т.н. По време на османската власт в Горна баня не са живели турци. През 50-те години на XIX век, турски бей пришълец купил земя над днешната ж. п. гара и създал чифлик, който след Освобождението е купен от княз Александър Батенберг, а след свалянето му от престола държавата изкупува чифлика от неговите наследници.
В близост, имотите заключени между ул. „Д-р Люба Григорова“ и бул. „Никола Петков“ (в южна посока), са били притежание на придворния градинар, а терените, попадащи под бул. Никола Пенков, около № 138 (стар № 67), представлявали градини със специално селектирани от него видове – загубено културно наследство, поради решението (взето през третата четвърт на XX век) булевардът „Никола Петков“ да бъде прекаран именно там, като се изостави павираният път (ул. „Божидарица“), прокаран успоредно на жп линията, по който преминавал (от 1940 г.) и първият тролей на София (и България), марка „MAN“.
През 1938 г. селото има население от 3100 души, като на 11 април същата година Горна баня става квартал на София.

## Минерална вода
Известна от векове, минералната вода от изворите в Горна баня е изследвана за първи път в края на XX век от А. Тегартен. Тя има малко разтворени минерални вещества. Сондажният водоизточник има температура 38 градуса.
Към 2016 г. от изворите в Горна баня бутилират две компании: „БК Горна баня“ ООД и „Булминвекс – ГБ“ ЕООД.

## Архитектура
Кварталът е застроен предимно с еднофамилни и многофамилни къщи и вили. През последните години започва все повече да се застроява и с нискоетажни тухлени кооперации. Горна баня остава един от малкото райони на София, в който напълно липсват панелни блокове. Вилната зона на квартала е застроена с луксозни еднофамилни къщи и вили.
В квартала се срещат и вили от 20-те и 30-те години на XX век, изпълнени в алпийски стил.
В Горна баня се намира Италианският лицей, ЧОУ и ЧДГ „Д-р Мария Монтесори“, ЧОУ и ЧПГ „Дойче шуле“, 53 ОУ „Николай Хрелков“, ЦДГ „Зорница“, бутилираща компания „Горна баня“, дипломатически клуб „Глория Палас“, СБАЛ по ортопедия и др.
Иконостасът на храма „Свети Николай“ е дело на дебърски майстори от рода Филипови.

## Транспорт
Към 2019 г. транспортната връзка на квартала с останалите части на София са автобусни линии № 103 и № 260. Линията на първия преминава от бул. „Никола Петков“, през бул. „Цар Борис III“ и бул. „Прага“. Освен градския транспорт в Горна баня, съществува и ЖП гара от линията „Перник – София“, чрез която се осъществява директна връзка до Централна гара София.
Тук се намира последната метростанция от третия диаметър на Софийското метро, която е пусната в експлоатация на 24.04.2021 г.
Автобусната линия № 60 е прекратена в началото на XXI век след премахване на системата от червени и зелени („бързи“ и „бавни“) автобусни линии.

## Улици и произход на имената им
| Път                     | Наречен на                                              | Местоположение |
| ----------------------- | ------------------------------------------------------- | -------------- |
| „637“                   | –                                                       | Карта          |
| „638“                   | –                                                       | Карта          |
| „639“                   | –                                                       | Карта          |
| „640“                   | –                                                       | Карта          |
| „641“                   | –                                                       | Карта          |
| „642“                   | –                                                       | Карта          |
| „643“                   | –                                                       | Карта          |
| „646“                   | –                                                       | Карта          |
| „647“                   | –                                                       | Карта          |
| „648“                   | –                                                       | Карта          |
| „649“                   | –                                                       | Карта          |
| „650“                   | –                                                       | Карта          |
| „670“                   | –                                                       | Карта          |
| „737“                   | –                                                       | Карта          |
| „749“                   | –                                                       | Карта          |
| „754“                   | –                                                       | Карта          |
| „755“                   | –                                                       | Карта          |
| „756“                   | –                                                       | Карта          |
| „757“                   | –                                                       | Карта          |
| „758“                   | –                                                       | Карта          |
| „759“                   | –                                                       | Карта          |
| „760“                   | –                                                       | Карта          |
| „Акад. Михаил Маджаров“ | Михаил Маджаров (1854 – 1944), политик                  | Карта          |
| „Бисерно изворче“       | ?                                                       | Карта          |
| „Бойчо Бойчев“          | Бойчо Бойчев (1902 – 1971), лекар                       | Карта          |
| „Валозите“              | ?                                                       | Карта          |
| „Вейниците“             | ?                                                       | Карта          |
| „Венец“                 | Венец, декоративен предмет                              | Карта          |
| „Вечерница“             | Венера, планета                                         | Карта          |
| „Георги Богровски“      | Георги Богровски (1884 – 1959), политик                 | Карта          |
| „Гладиола“              | Гладиола (Gladiolus), род растения                      | Карта          |
| „Градище“               | ?                                                       | Карта          |
| „Гръстниче“             | ?                                                       | Карта          |
| „Д-р Люба Григорова“    | ?                                                       | Карта          |
| „Диамант“               | Диамант, минерал                                        | Карта          |
| „Димитър Чинтулов“      | ?                                                       | Карта          |
| „Димитър Шишманов“      | Димитър Шишманов (1889 – 1945), политик                 | Карта          |
| „Дон“                   | Дон, река в Русия                                       | Карта          |
| „Дядо Цоне“             | ?                                                       | Карта          |
| „Еделвайс“              | Еделвайс (Leontopodium), род растения                   | Карта          |
| „Ехо“                   | Ехо, физично явление                                    | Карта          |
| „Жамбилица“             | ?                                                       | Карта          |
| „Извор“                 | Извор, хидрографски обект                               | Карта          |
| „Инж. Борислав Огойски“ | ?                                                       | Карта          |
| „Каменица“              | ?                                                       | Карта          |
| „Лилия“                 | Крем (Lilium), род растения                             | Карта          |
| „Лотос“                 | Лотос (Nelumbo), род растения                           | Карта          |
| „Мак“                   | Мак (Papaver), род растения                             | Карта          |
| „Мечево усое“           | ?                                                       | Карта          |
| „Никола Петков“         | Никола Петков (1893 – 1947), политик                    | Карта          |
| „Николай Хрелков“       | Николай Хрелков (1894 – 1950), поет                     | Карта          |
| „Обзор“                 | ?                                                       | Карта          |
| „Ореховски дол“         | ?                                                       | Карта          |
| „Орхидея“               | Орхидеи (Orchidaceae), семейство растения               | Карта          |
| „Отдих“                 | Отдих, дейност                                          | Карта          |
| „Отец Михаил“           | ?                                                       | Карта          |
| „Павит“                 | Обикновен повет (Clematis vitalba), вид растения        | Карта          |
| „Палма“                 | Палмови (Arecaceae), семейство растения                 | Карта          |
| „Перуника“              | Ирис (Iris), род растения                               | Карта          |
| „Планиница“             | ?                                                       | Карта          |
| „Подлозище“             | „Подлозище“, квартал на София                           | Карта          |
| „Прибойница“            | ?                                                       | Карта          |
| „Проф. Иван Спасов“     | Иван Спасов (1934 – 1996), композитор                   | Карта          |
| „Проф. Никола Милев“    | Никола Милев (1881 – 1925), историк                     | Карта          |
| „Равнище“               | ?                                                       | Карта          |
| „Ракита“                | Ракита (Salix viminalis), вид растения                  | Карта          |
| „Роза“                  | Роза, група растения                                    | Карта          |
| „Синьо езеро“           | ?                                                       | Карта          |
| „Славянка“              | Славянка, планина в България и Гърция                   | Карта          |
| „Софийска панорама“     | Горна Баня предоставя невероятна панорама към столицата | Карта          |
| „Тихи кът“              | ?                                                       | Карта          |
| „Топло Изворче“         | От топлите минерални извори в района                    | Карта          |
| „Тутракан“              | Тутракан, град в Североизточна България                 | Карта          |
| „Тученица“              | Тученица (Portulaca oleracea), вид растения             | Карта          |
| „Урал“                  | Урал, планина в Русия                                   | Карта          |
| „Фиданка“               | Фиданка, растителен продукт                             | Карта          |
| „Харманлийско въстание“ | ?                                                       | Карта          |
| „Христо Стефчов“        | ?                                                       | Карта          |
| „Цветан Вучков“         | ?                                                       | Карта          |